# 宗盛明
宗 盛明 （そう もりあきら）は、鎌倉時代の武将。宗助国の長男である。対馬国の地頭代。文永11年（1274年）の文永の役で戦死した父の跡をつぐ。盛明は大宰府に出仕しており難を逃れた。弘安の役で再度来襲した蒙古軍とたたかった。通称は右馬太郎。